# 王立廷
王立廷（19世纪?—20世纪?）字鸿弼，江苏省铜山县人，清朝及中华民国政治人物。，舉人。

## 生平
王立廷在清朝任江苏谘议局议员。
中华民国成立后，王立廷历任北京临时参议院议员、第一届国会参议院议员。
据说，王立廷的父亲王瑞生、兒子王学鑫都虔信佛教。王学渊在回忆童年时说：“常见父亲在家里燃香跪拜，祈求神灵的保佑。” 王学渊收藏有许多佛教、道教经文帖，如《摩诃般若波罗密多心经》、《黄帝阴符经》、《太上老君说常清静经》等。

## 家庭
- 子：王学鑫
- 子：王学渊，字惺三，号雷溪，清朝咸丰11年（1861年）生，民国17年（1928年）7月卒，享年68岁。[5]
- 父：王瑞生
- 兄：王立詮